# МГ 08
МГ 08 је копија оригиналног митраљеза који је развио Сер Хирам С. Максим 1884. Хирам је рођен у Сангервилзу, Мејн. 1840. године је емигрирао у Енглеску. Тамо се фокусирао на широко отворено поље механичких изума и постао крајње познат по својим смртоносним Максим митраљезима - ефективно првим свјетским преносним, потпуно аутоматским системом митраљеза. Њемачка војска је направила директну копију оружја и користила га као стандардни митраљез током Првог свјетског рата. Митраљез је створио страшну присутност јер је изглед само једне такве јединице могао врло добро преокренути одређену битку у наклоност корисника. Максим 08 трајао је у оперативној служби од 1908 (отуда и именовање) до 1945.

## Историја
Хирам Маким демонстрирао је свој митраљез 1887. године на којем је Њемачка темељно тестирала концепт годинама након чега је кулминирала ограниченом количином куповања њемачке војске 1895. године и куповином њемачке морнарице до 1896. године. Услиједило је још теренско тестирање и овај митраљез је званично уведен у немачку војску 1901. као рафинирани "Машингевер 08". Рат би на крају стигао у Европу и Максим МГ08 је стигао управо у то вријеме. Први свјетски рат био је поприште многих нових ратних оруђа и Максим 08 није био изузетак. Док су биплани писали нову врсту историје на небу, а нови тенкови су постављени у борбу против устајале природе ровова, митраљез је кориштен за стварање максималних количина покоља и истовремено могао да пружи такав психолошки ефекат на непријатељске трупе да се његово појављивање у сукобу никада не може потцјенити. Први свјетски рат је промјенио лице ратовања тако што је направио такве оптужбе у близини самоубиства. Митраљез је присиљавао легије војника да копају и граде дуге мреже ровова у припреми за било коју офанзиву која је пред њима. Подручје између два рова постало је познато као "Ничија земља". Нови модел је преименован 1915. године (укључујући смањење масе због поновљених захтјева пјешадије). Нови модел се зове МГ 08/15 и један је од првих њемачких лаких митраљеза. У МГ 08 из 1916. године додан је одводник пламена. У периоду између ратова, мање од 17 страних армија купило је овај митраљез, посебно из Белгије, Холандије и Југославије. Копирана од стране Велике Британије, Сједињених Држава и Русије, МГ 08 такође производи Кина под називом Тип 24. Када је у Европи избио Други свјетски рат, овај митраљез посебно је остарио. Међутим, он остаје у фиксном положају, посебно дуж тачака на Атлантском зиду.

## Карактеристике
Направљен од челика, овај митраљез произведен од стране компаније Максим има водено хлађење и има брзину пуцања до 500 метака у минути. Резервоар садржи четири литра воде, што је довољно за пуцање од 2000 до 2500 метака. Широко кориштен током Првог свјетског рата, посебно је робустан, али има велику ману: водена пара која се ослобађа прегријавањем радијатора врло јасно указује на положај стрелца, посебно зими. Хирам Максим је искористио појасеве од тканине који је садржао 250 метака, а за свако је било потребно четворо људи. Митраљези су произведени у великом броју, укупно 12.000 доступно је у августу 1914. године, а до 1916. њемачки арсенали су правили 14.400 примјера сваког мјесеца.

## Варијанте

### Тип 24
Током 1930-их, у Кину су извезене хиљаде вишкова митраљеза МГ 08, уз дозволу за прављење додатних јединица (већином у Арсеналу Ханианг у провинцији Хубеи) које су Кинези означили као Тип 24; они су били стандардни митраљези националистичких, комунистичких и локалних ратних снага у раним годинама рата против Јапанаца.

### МГ 08/15
Иако се МГ08 показао довољно ефикасним у раним годинама рата, били су покушаји су да се олакша систем. МГ 08/15 (развијен 1915. године, одатле и ознака) представљао је преноснију верзију у комплету са пиштољним пукохватом, дршком за рамена и лаганим биподом. Релативно лакши дизајн статива појавио се 1916. године како би замјенио незграпне Шлихтен 08с и потпао под ознаку Драјфус 16 ("Dreifuss 16"). МГ 08/15 је ослобођен против савезничких трупа у априлу 1917. године, коришћен као врхунско шок-оружје против ништа сумњивих Француза. Одатле, када су постали доступни, његов досег се ширио на све више и више ратова, што доказује да су гломазнији и тежи оригинални МГ08 мање популарни до краја рата.

### ИМГ 08/15
ЛМГ 08/15 (Луфтгекухтлес Машингевер 08/15) је био још један кључни развој МГ08 од стране Спандауа и појавио се 1916. Ови системи су посебно развијени за употребу у летјелицама и често су монтирани у паровима, пуцајући кроз синхронизовани пропелер. То је омогућило пилоту да пуца кроз своје окретне оштрице пропелера, без страха да ће их у том процесу оштетити. Иако је прекидач показао генијалан развој који су први освојили Нијемци, савезничке нације су убрзо развиле свој властити радни облик. ЛМГ 08/15 мало су се разликовали од својих приземних батерија по томе што нису садржавали пиштољни рукохват, дршку за рамена или биподе и имали су прорезану водену јакну за додатно хлађење.

### ИМГ 08/18
ИМГ 08/18 је верзија са зрачним хлађењем ИМГ 08/15. Водена јакна је замјењена уједначеном цјевастом јакном мањег пречника, опремљеном ручком за ношење. Врло мало их је произведено прије завршетка Првог свјетског рата.